# Peter Frankenberg

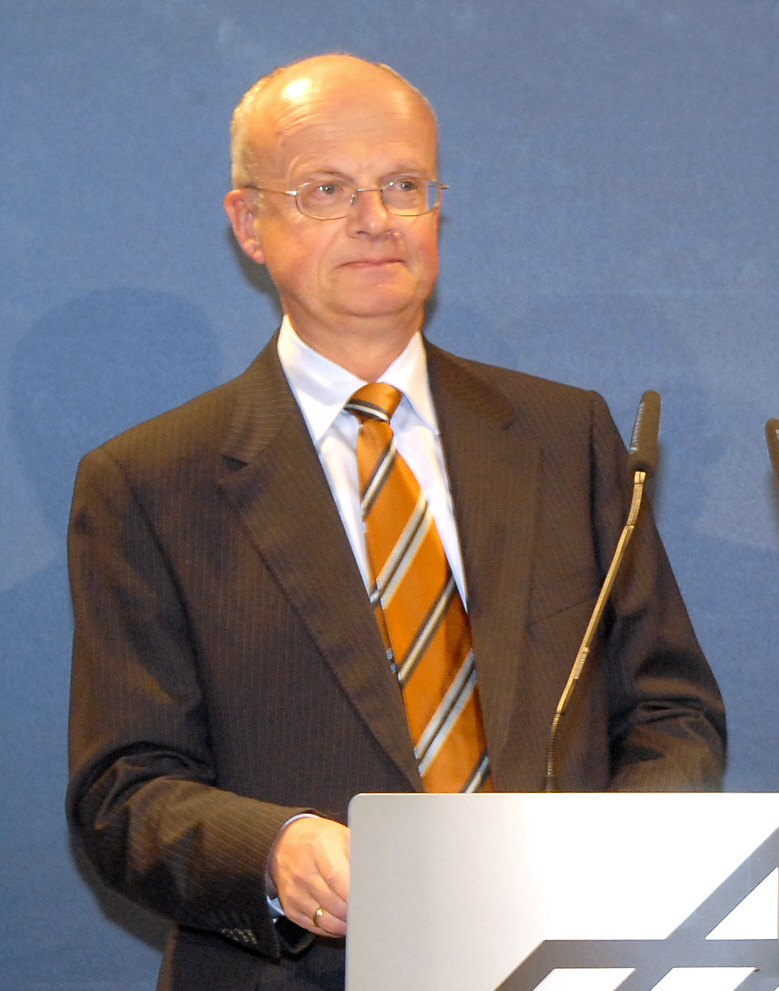
Peter Frankenberg (2006)

Peter Frankenberg (* 29. Juni 1947 in Honnef) ist ein deutscher Geograph und Politiker (CDU). Er lehrte als Professor für Physische Geographie und Länderkunde an der Universität Mannheim, deren Rektor er von 1994 bis 2001 war. Von 2001 bis 2011 war er Minister für Wissenschaft, Forschung und Kunst des Landes Baden-Württemberg.

## Leben und Beruf
Er absolvierte 1967 in Bad Honnef das Abitur. Danach studierte er an der Rheinischen Friedrich-Wilhelms-Universität Bonn von 1968 bis 1972 Geschichte, Geographie und Geologie und danach bis 1976 Botanik. 1975 wurde er dort promoviert mit der Dissertation Florengeographische Untersuchungen im Raume der Sahara: ein Beitrag zur pflanzengeographischen Differenzierung des Nordafrikanischen Trockenraumes, insbesondere zur Tropen/Aussertropengrenze und war anschließend wissenschaftlicher Assistent am Geographischen Institut der Universität Bonn. Er habilitierte 1982 an der Universität Bonn. Zum 1. Mai 1983 folgte er dem Ruf auf eine Professur für Physische Geographie an der Universität Eichstätt, 1985/86 lehrte er zusätzlich an der Universität Erlangen-Nürnberg. Zum August 1986 wurde er auf einen Lehrstuhl für Physische Geographie und Länderkunde an der Universität Mannheim berufen. Bekanntheit außerhalb der akademischen Geographie erreichte eine 1988 von Wilhelm Lauer und Frankenberg vorgeschlagene neue Klimaklassifikation.
Nach Amtszeiten als Dekan der Fakultät für Geschichte und Geographie und Prorektor war Frankenberg von Oktober 1994 bis 2001 Rektor der Universität Mannheim und engagierte sich als solcher in verschiedenen überuniversitären Gremien in Fragen der Hochschulentwicklung. Er wurde Mitglied im Beirat des Centrums für Hochschulentwicklung und Beauftragter des Landes Baden-Württemberg für die internationale Andrássy Universität Budapest.
Außerdem engagierte er sich als stellvertretender Vorsitzender des Vorstands des Vereins „Zukunft Metropolregion Rhein-Neckar“, im Aufsichtsrat der Gips-Schüle-Stiftung und im Stiftungsrat der Schader-Stiftung. 2011 wurde er Vorsitzender der Heinrich-Vetter-Stiftung und des Museumsvereins für Technik und Arbeit. Er ist stellvertretender Vorsitzender des Vereins der Freunde der Universität Mannheim und Mitglied im Kuratorium des Verbands der Privaten Hochschulen (VPH).
Seit 2013 ist Frankenberg Gesellschafter und inzwischen Vorsitzender der Gesellschafterversammlung der Dieter-Schwarz-Stiftung. Er soll Reinhold Geilsdörfer als neuen Geschäftsführer der Dieter-Schwarz-Stiftung in Nebentätigkeit bestellt haben während dieser noch Präsident der Dualen Hochschule Baden-Württemberg war.
Für 2020 wurde ihm die Leibniz-Medaille der Berlin-Brandenburgischen Akademie der Wissenschaften zugesprochen.
Frankenberg ist verheiratet mit Brigitte Frankenberg und hat drei Töchter.

## Politik
Peter Frankenberg ist Mitglied der CDU. Von 2005 bis 2007 war er Vorsitzender des Kreisverbands Mannheim.
Von 2001 bis 2011 war Frankenberg als Minister für Wissenschaft, Forschung und Kunst Mitglied der Landesregierung von Baden-Württemberg. Er gehörte den Kabinetten Teufel IV, Oettinger I, Oettinger II und Mappus an. In seiner Zeit wurden Studiengebühren eingeführt, fusionierte die Universität Karlsruhe (TH) mit dem Helmholtz-Forschungszentrum zum Karlsruher Institut für Technologie und die Berufsakademien im Land wurden in die Duale Hochschule Baden-Württemberg überführt.